# Klarspüler

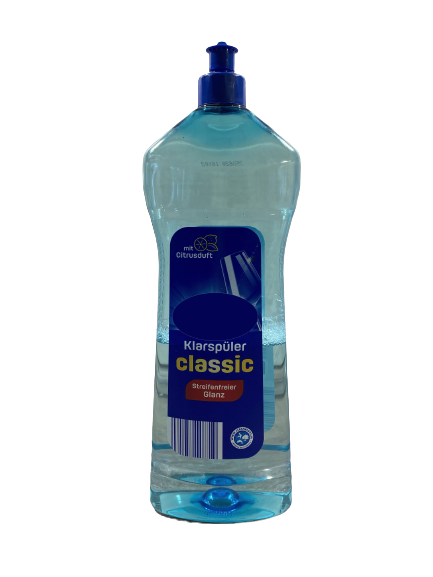
Klarspüler für Geschirrspülmaschinen

Der Klarspüler (auch Glanzspüler, Glanzmittel) ist eine Flüssigkeit, die in die Geschirrspülmaschine eingefüllt wird, um die Trocknung des Geschirrs zu verbessern sowie Wasserflecken bei Gläsern und Besteck zu vermeiden. Die Geschirrspülmaschine gibt dazu über eine Dosiereinrichtung wenige Milliliter des Klarspülers in den letzten Spülgang. Daher wird der letzte Spülgang auch als Klarspülgang bezeichnet. 

## Dosierung
Üblicherweise lassen Geschirrspülmaschinen eine Einstellung der Klarspülermenge im Spülgang zu: Zum einen kann eine zu hohe Klarspülerabgabe zu Schlierenbildung oder Geruchsspuren am Spülgut führen, zum anderen können durch eine zu geringe Klarspülerabgabe vermehrt Kalkflecken am Spülgut auftreten.

## Inhaltsstoffe
Enthalten sind nichtionische Tenside, welche die Oberflächenspannung des Wassers herabsetzen, wodurch dieses ohne Tropfenbildung ablaufen kann. Organische Säuren, wie Zitronen- oder Milchsäure, dienen der Komplexbildung von Calcium- und Magnesiumionen (Härtebildnern), sowie zur Neutralisation von Alkaliresten. Darüber hinaus sind Lösemittel, Konservierungsstoffe, Lösungsvermittler und eventuell Duft- oder Bitterstoffe enthalten.

## Verträglichkeit
Klarspüler schädigt potenziell die Schutzschicht im menschlichen Darm – und damit die Gesundheit. Vor allem der Inhaltsstoff Alkoholethoxylat kann laut einer Studie der Universität Zürich, die 2022 im "Journal of Allergy and Clinical Immunology" erschienen ist, toxisch auf den Magen-Darm-Trakt wirken und verschiedene chronische Krankheiten verursachen. Zu den gesundheitlichen Risiken komme es, wenn keine zusätzlichen Spülgänge zur Entfernung der Reste des Klarspülers durchgeführt würden, was bei vielen gewerblichen Geschirrspülern der Fall sei. Die Übertragbarkeit der in-vitro Ergebnisse der Studie auf den menschlichen Organismus wird aber auch angezweifelt, u. a. aus dem Grund, dass die tatsächliche Konzentration der schädlichen Stoffe im Darm durch vorherige Verdünnungsprozesse viel geringer sei, als in den Versuchen der Studie.

## Hausmittel
Ein Klarspüler für die Geschirrspülmaschine lässt sich auch selbst herstellen: Dazu werden Zitronensäure, Wasser und hochprozentiger Alkohol benötigt.